# Mud (village)
Pour les articles homonymes, voir Mud.
 (mars 2025).
Si vous disposez d'ouvrages ou d'articles de référence ou si vous connaissez des sites web de qualité traitant du thème abordé ici, merci de compléter l'article en donnant les références utiles à sa vérifiabilité et en les liant à la section « Notes et références ».
Mud, également appelé Mudh ou Muth, est un petit village de la région désertique et froide de Spiti (district de Lahaul et Spiti) dans l'État d'Himachal Pradesh en Inde. 
Situé à une altitude de 3 810 m (12 500 pieds) sur la rive gauche de la rivière Pin, un affluent de la rive droite de la rivière Spiti, le village est niché au pied de la chaîne de Parbati qui s'élève presque à la verticale à 1 600 m (5 200 pieds) au-dessus. Mud est proche de la limite du parc national de Pin Valley et constitue une base pratique pour les randonnées dans le parc et dans les districts voisins de Kullu et Kinnaur. C'est le dernier village du côté Spiti de la randonnée qui mène de Pin Parbati vers Kullu et celle de Pin Bhaba vers Kinnaur.
Mud devient célèbre parmi les géologues, dans les années 1860, lorsque le géologue Ferdinand Stoliczka découvre une formation géologique majeure dans l'Himalaya qu'il nomme Muth Succession, en référence à la boue, en anglais : Mud. Cette découverte incite de nombreux géologues à effectuer des travaux de terrain dans la vallée de Pin. La formation de Muth, telle qu'on la connaît aujourd'hui, a une épaisseur de 258 à 300 m (846-984 pieds). Constituée d'arénite quartzique (en)  blanche, elle est résistante à l'altération et facilement visible.
Lors du recensement de l'Inde de 2011, sa population s'élève à 213 habitants.

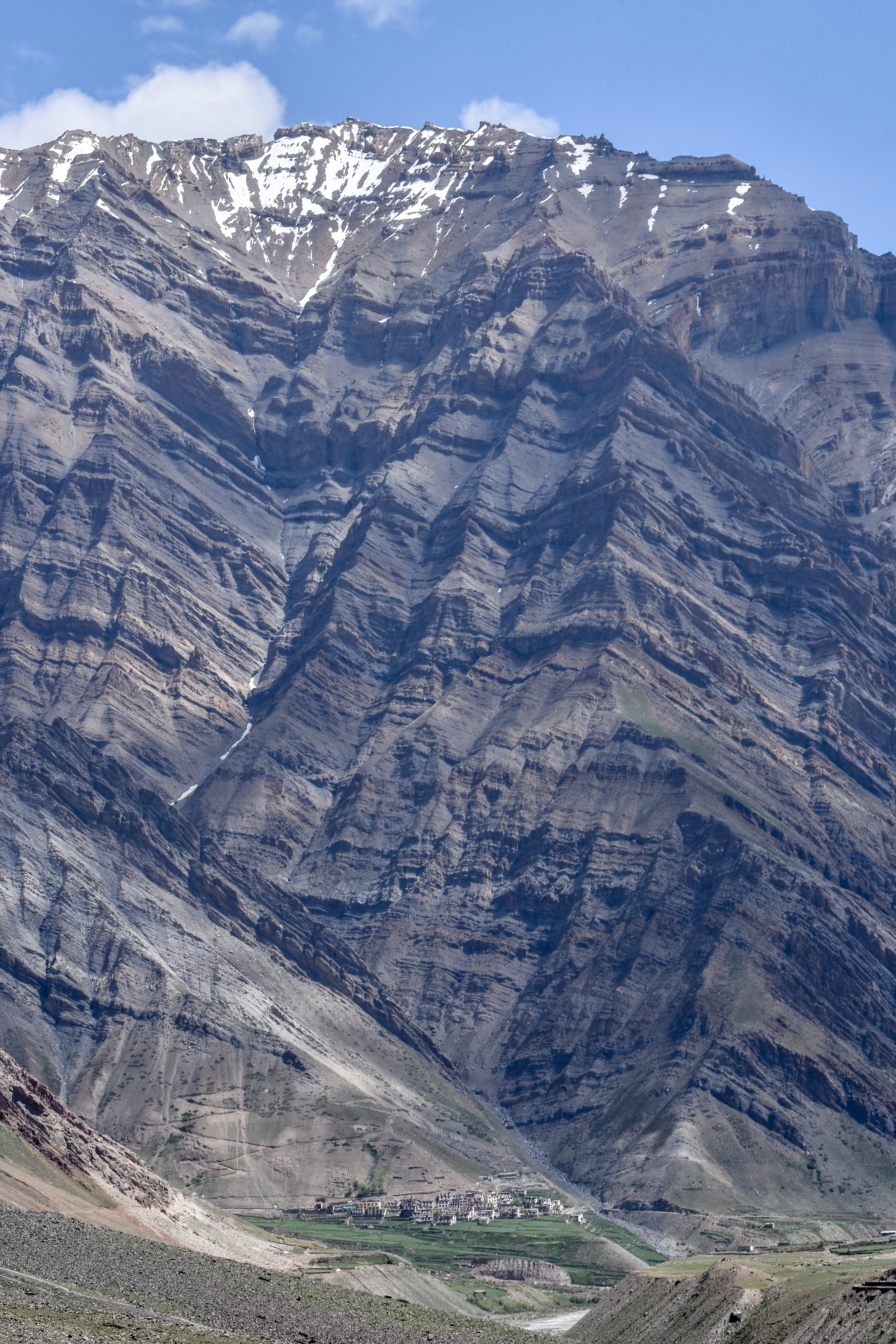
Strates rocheuses s'élevant à 1600 m au-dessus du village de Mud.